# 3621 Кертіс
3621 Кертіс (3621 Curtis) — астероїд головного поясу, відкритий 26 вересня 1981 року.
Тіссеранів параметр щодо Юпітера — 3,192.